# Amphisbaena wuchereri
Amphisbaena wuchereri là một loài bò sát trong họ Amphisbaenidae. Loài này được Peters mô tả khoa học đầu tiên năm 1879.